# Johann von Grebmer zu Wolfsthurn
Johann von Grebmer zu Wolfsthurn (* 1835 in Bruneck; † 29. Juli 1910 in Spittal an der Drau) war ein österreichischer Kaufmann und Politiker aus dem Adelsgeschlecht Grebmer zu Wolfsthurn.

## Leben
Grebmer zu Wolfsthurn war der Sohn des k.k. Postmeisters in Bruneck Eduard von Grebmer Edler zu Wolfsthurn und dessen Ehefrau Maria Anna geborene Ettel. Er war römisch-katholisch, verheiratet und hatte mindestens einen Sohn.
Grebmer zu Wolfsthurn lebte als Kaufmann in Spittal und war Mitbesitzer der Spittaler Kunstmühle Ebner & Grebmer. Im Jahr 1874 war er Gründungsmitglied und Obmann der Genossenschaft „Wechselseitige Vorschusskassa für den Gerichtsbezirk Spittal und Millstatt“. Er war Hauptmann der Freiwilligen Feuerwehr Spittal an der Drau und Mitglied des Alpenvereins, Sektion Villach.
Er war Gemeinderat und von 1893 bis 1903 Bürgermeister in Spittal an der Drau. Vom 18. Februar 1867 bis 1870 und erneut vom 12. September 1883 (Nachwahl vom 7. September 1883 nach Rücktritt von Alexander Ebner) bis zum 29. Mai 1884 war er Abgeordneter im Kärntner Landtag. Im Landtag war er in der II. Wahlperiode von 1867 bis 1870 Mitglied des Finanzausschusses und in der V Wahlperiode von 1883 bis 1884 Mitglied des Drauregulierungsausschusses.
1898 wurde er mit dem Ritterkreuz des Franz-Joseph-Ordens ausgezeichnet. Er wurde zum Ehrenbürger von Spittal an der Drau ernannt.